# Jónas Jónassen
Jónas Jónassen, född 18 augusti 1840 i Reykjavik, död 22 november 1910, var en isländsk läkare.
Jónas blev candidatus medicinæ & chirurgiæ 1866, konstituerad läkare 1868 och distriktsläkare i Reykjavik 1876 och var landsläkare på Island 1895–1906. År 1882 förvärvade han medicine doktorsgrad på en avhandling om echinokocksjukdomen på Island. Jónas skrev flera populära medicinska och hygieniska böcker, av vilka en läkarbok (Lækningabók, 1884) särskilt kan nämnas. Han arbetade energiskt för echinokocksjukdomens utrotande på Island.